# Maria Plain
Maria Plain ist ein römisch-katholischer Wallfahrtsort in der Gemeinde Bergheim am Stadtrand von Salzburg. Die Wallfahrtsbasilika auf dem Plainberg bildet mit den sie umgebenden Kapellen und Gebäuden ein barockes Ensemble. In der Wallfahrtskirche, seit 1952 im Rang einer Basilica minor, wird das Gnadenbild Maria Plain mit dem Bildsujet Maria Trost verehrt: Das Bild zeigt Maria mit einer Krone; vor ihr liegt das Christkind und streckt seine Arme zu ihr aus. In ihren Händen hält die Gottesmutter eine Windel.

## Geografie
Maria Plain ist Teil der Bergheimer Ortschaft Plain und liegt auf 530 m ü. A. auf der westlichen der beiden Anhöhen des Plainbergs und damit rund 100 Höhenmeter über den Lagen der nächsten Umgebung des Bergs. Begrenzt wird die Ansiedlung im Norden durch eine Steilkante des Bergs, im Westen und Süden sind die Anstiege flacher. Am Ostrand von Maria Plain endet eine ausgedehnte Waldung, die sich über den Rest des Bergs nach Osten und über dessen Nordabfall erstreckt. Nach Süden und Westen gibt es weite Ausblicke.

## Wallfahrtsstätte Maria Plain

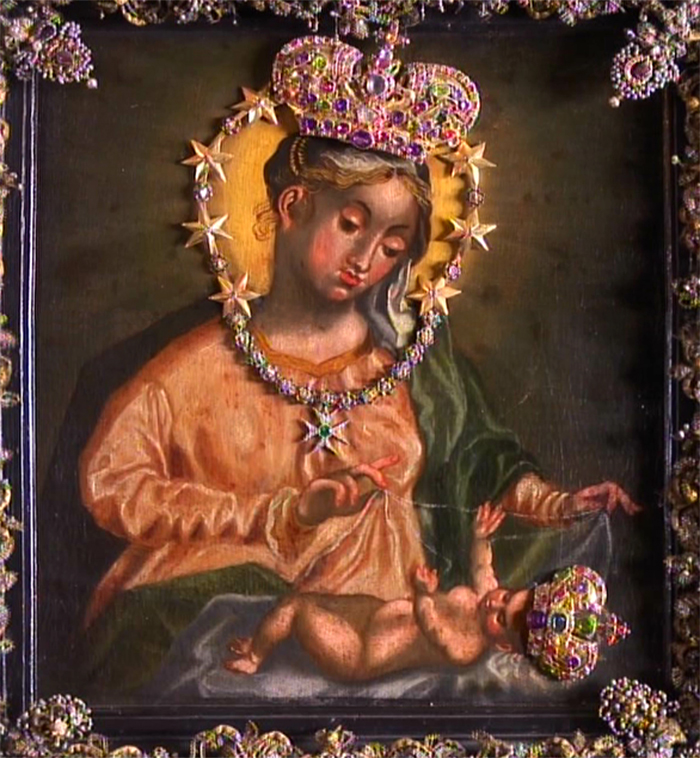
Gnadenbild Maria Plain

### Legende und Geschichte

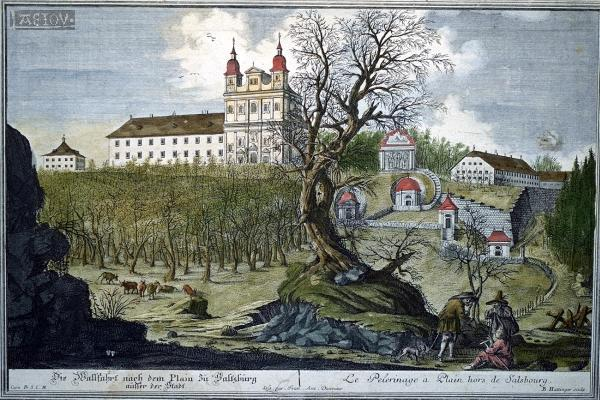
Maria Plain, Gesamtanlage um 1750 (Franz Anton Danreiter)

→ Siehe Namensgebung (Ortsnamenkunde)
Das von einem unbekannten Maler stammende Gnadenbild überstand 1633 einen Brand in einem Bäckershaus im niederbayerischen Ort Regen. Daraufhin erwarb es Argula von Grimming für ihre Schlosskapelle. Noch vor 1650 brachte es ihr Sohn Rudolf von Grimming auf das Schloss Müllegg in Salzburg, das heutige St.-Johanns Spital. 1652 erwarb er einen Besitz auf dem Plainberg und brachte das Gnadenbild dorthin, im gleichen Jahr wurde die erste Kapelle errichtet. Allerdings ersetzte er es bereits ein Jahr später durch eine Kopie von Pereth und brachte das Original zurück in das Schloss Müllegg. 1658 gelangte das Original bei einem Umzug der Grimmings zuerst nach Nesselwang, dann wurde es auf einer Almwiese aufgestellt und verehrt, auf der sich in Folge die Wallfahrtsstätte Maria Trost entwickelte.

### Wallfahrtskirche
1671 begann unter Erzbischof Max Gandolf von Kuenburg der Bau der Wallfahrtskirche. Dabei trugen die seit 1618 konföderierten süddeutschen Benediktinerklöster immer wieder zur Ausstattung der Kirche bei. Am 12. August 1674 konsekrierte der Erzbischof die Kirche und übergab sie den Benediktinern, die damals die Salzburger Universität führten und die auch 1681 die Bruderschaft Maria Trost errichteten. Max Gandolf holte 1676 auch das Original des Gnadenbildes nach Maria Plain, das inzwischen nach Augsburg gelangt war. In der Folge nahm die Wallfahrt zu, es kam zu wunderbaren Heilungen, so 1653 und 1692. Die ersten Votivbilder stammen ebenfalls aus dem Jahr 1653. Zwischen 1698 und 1731 befand sich das Originalbild in der Schatzkammer, ausgestellt wurde eine Kopie von Zach.
Kirche und Besitz wurden nach der Säkularisation des Klosters nach dem Statut der Stiftung 1824 der Abtei St. Peter übergeben.
Papst Pius XII. erhob die Basilika 1952 zur Basilica minor. 1974 wurden die Basilika und das nebenstehende Klostergebäude anlässlich des 300-Jahr-Jubiläums renoviert. 1998 wurde eine neue Orgel von Georg Westenfelder errichtet. 2003/04 wurde das Äußere der Wallfahrtskirche renoviert, 2005/06 der Kalvarienberg.
Die Wallfahrtskirche wurde zwischen 1671 und 1674 durch Giovanni Antonio Dario erbaut. Die Kirche ist ein nach Norden ausgerichteter, einschiffiger Bau. Sie besitzt Seitenkapellen, einen einspringenden Chor. Das Schiff wird von einem Satteldach bedeckt, der Chor verfügt über ein eigenes, niedrigeres Satteldach mit aufgesetzter Laterne. Die Seitenkapellen sind niedriger als das Schiff und verfügen über Pultdächer. An den Chor schließen sich im Westen bzw. Osten drei- bzw. zweigeschoßige Sakristei-Anbauten an. Im Süden befindet sich die doppeltürmige, dreigeschoßige und fünfachsige Fassade. 

#### Fassade
Die Südfassade besitzt im Erdgeschoß und im ersten Obergeschoß je zwei halbrunde Nischen mit den vier Evangelisten (1673). Von links oben nach rechts unten betrachtet entsprechen sie derjenigen Anordnung des Propheten Ezechiel (Ez 1,10 ). Im Giebel des Mittelportals befindet sich das Wappen des Erbauers, Erzbischof Max Gandolf von Kuenburg, über diesem ein Relief mit Maria und dem Kinde. Die beiden Seitenportale sind ebenfalls mit einem Dreiecksgiebel bekrönt.

#### Innenraum

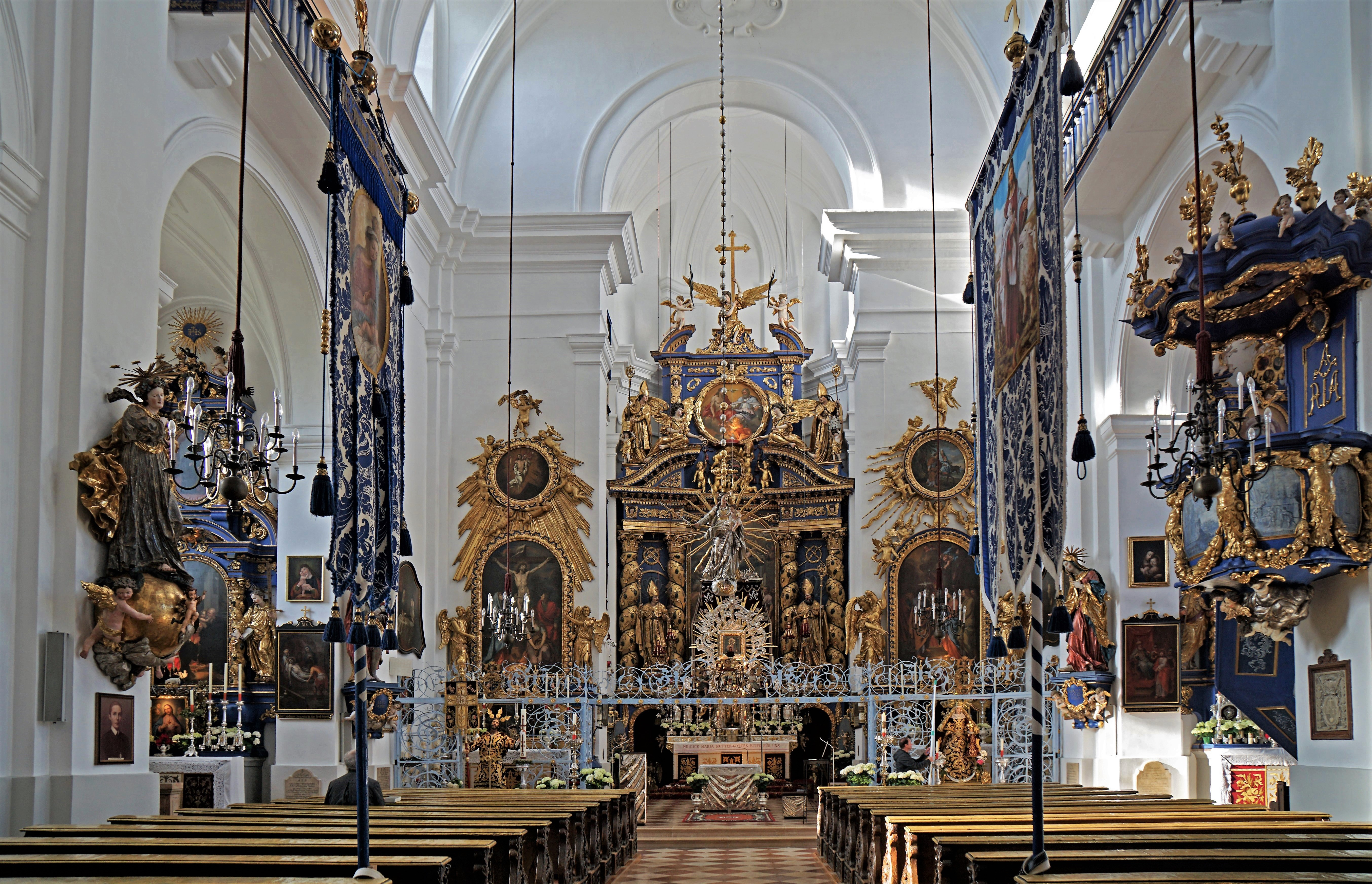
Innenansicht

Das Langhaus besteht aus zwei ganzen und je einem Halbjoch im Norden und Süden. Mit einem rundbogigen Triumphbogen schließt der einjochige Chor an, der einen 3/8-Schluss besitzt. An den ganzen Jochen schließen im Westen und Osten je zwei Seitenkapellen an, die sich zwischen den Türmen im Süden und den Stiegenanlagen der Sakristeien im Norden befinden. Ein Kreuzgratgewölbe mit Stuckspiegeln deckt Langhaus, Chor und Seitenkapellen ein.
Vom Halbjoch im Süden gehen seitlich die Eingänge zu den Turm-Wendeltreppen ab. Darüber befindet sich eine zweigeschoßige Empore, die über die ganze Breite des Halbjochs verläuft. Sie ist dreischiffig, kreuzgratgewölbt und öffnet sich mit Rundbögen bzw. Segmentbögen zum Schiff hin. Auch über den Seitenkapellen befinden sich Emporen.

#### Hochaltar und Seitenaltäre
Der Hochaltar stammt aus dem Jahr 1674 und wurde von Erzbischof Max Gandolf von Kuenburg gestiftet. Das Altarblatt stammt von Frans de Neve und zeigt Maria Himmelfahrt. Das Oberbild zeigt die Heilige Dreifaltigkeit. Die seitlichen Konsolfiguren stellen die heiligen Vitalis und Maximilian dar, die im Aufsatz die heiligen Rupert und Virgil. Sie stammen vom Meister der Salvatorstatue an der Domfassade.
Die beiden Seitenaltäre gleichen sich im Aufbau. Das Altarblatt wird von Engeln gehalten, das Rundbild im Aufsatz von Putten. Der linke Seitenaltar wurde 1674 von Polykarp von Kuenburg, Bischof von Gurk, gestiftet. Das Altarblatt zeigt die Kreuzigung Christi und ist mit François von Roethiers 1724 bezeichnet, das Rundbild zeigt die Himmelfahrt Christi und stammt aus der ersten Hälfte des 18. Jahrhunderts. Der rechte Seitenaltar wurde 1673 von Abt Edmund I. Sinnhuber von St. Peter gestiftet. Aufbau und figuren stammen von Thomas Schwanthaler. Das Altarblatt zeigt die Vermählung Marias, das Rundbild die Flucht nach Ägypten. Auf den Mensen beider Altäre befinden sich große Reliquienschreine mit den beiden Heiligen Dionysius und Christina. Die Statuetten auf den Schreinen stellen die vier Kirchenväter dar, links Gregor und Augustinus, rechts Hieronymus und Ambrosius. Sie wurden 1733 von Johann Georg Hitzl gefertigt.

### Superioratsgebäude

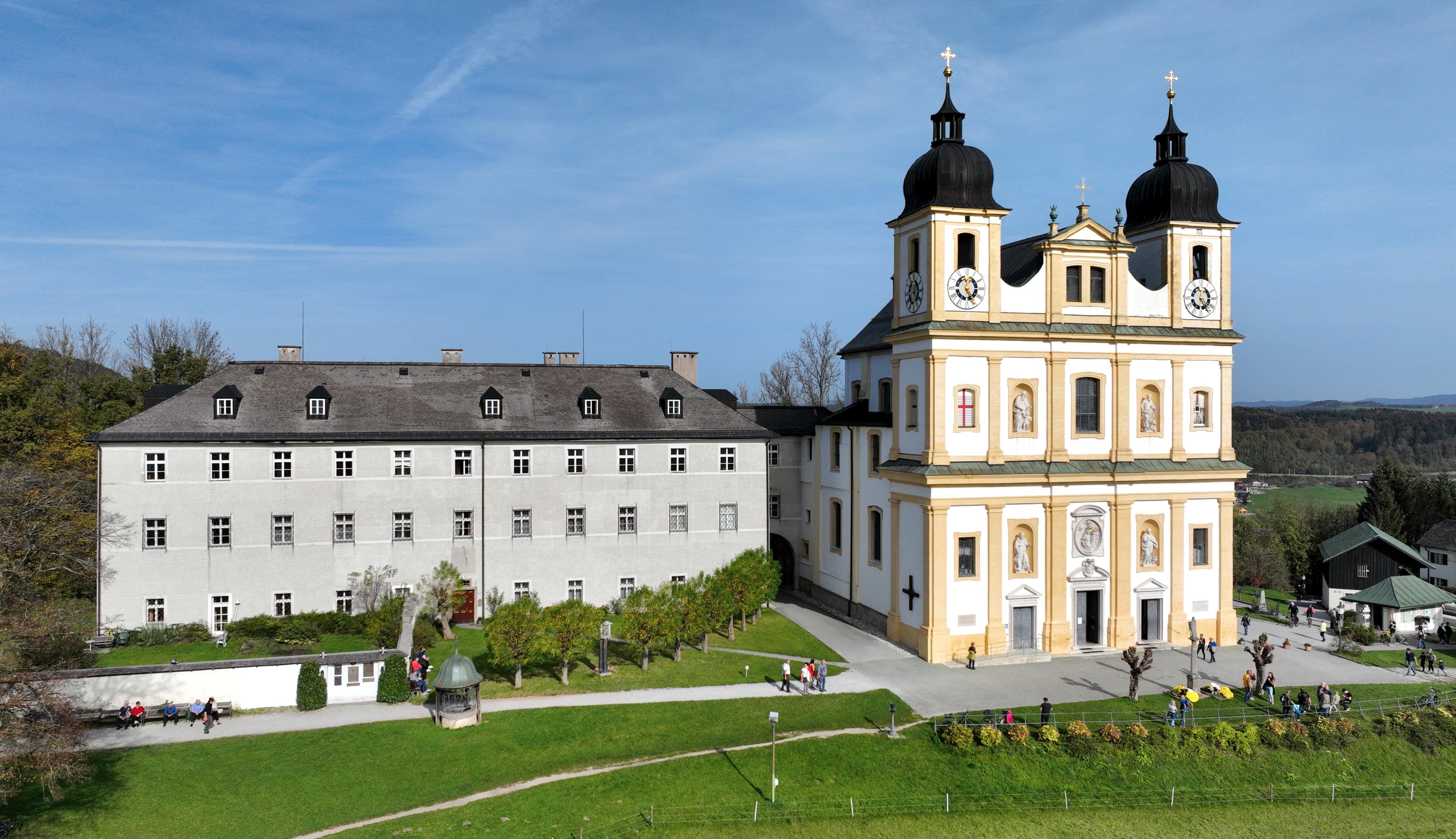
Links das Superioratsgebäude, das im Anschluss an die Kirche um 1675 errichtet wurde

Das Superioratsgebäude des ehemaligen Klosters schließt im Westen an den Chor der Kirche an. Es ist ein langgestreckter Bau mit drei Geschoßen; in allen befindet sich der Gang im Norden, die Zimmerflucht im Süden. Es wurde um 1675 errichtet. Über das erste und zweite Obergeschoß der Sakristei gibt es einen Verbindungsgang in die Kirche. Der Saal im Westen des ersten Obergeschoßes, der Maximilian-Gandolf-Saal (Festsaal), besitzt eine Kassettendecke und einen blauen Kachelofen der Strobl-Werkstatt aus der Erbauungszeit. Saal und Gang im zweiten Obergeschoß tragen Stuckdekor, ebenfalls aus der Erbauungszeit.
Das Gebäude dient als Außenstelle der Benediktiner der Erzabtei St. Peter sowie als Pilgerbetreuungstätte und Ort für Tagungen; dafür stehen der renovierte Pilgersaal im Parterre und der prächtigere Maximilian-Gandolf-Saal im 1. Stock zur Verfügung.

### Ursprungskapelle

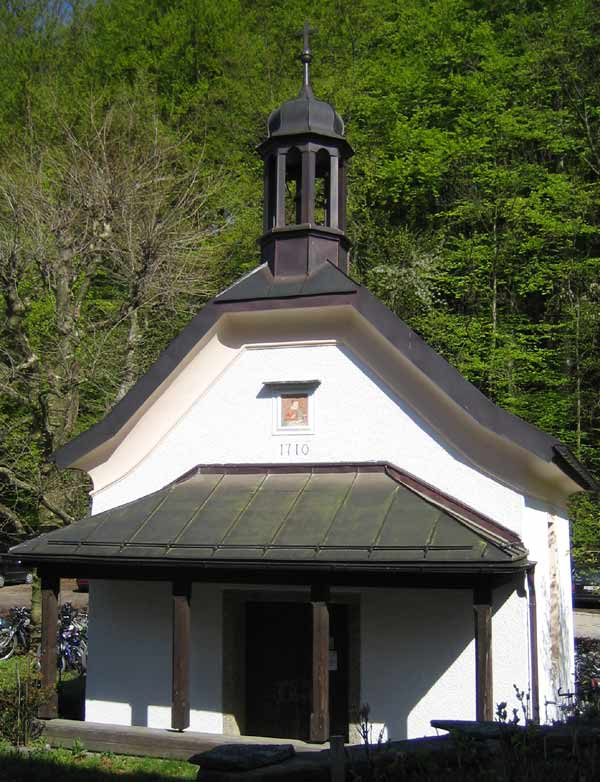
Ursprungskapelle Maria Plain

Die Ursprungskapelle befindet sich östlich unterhalb der Wallfahrtskirche und steht heute am Parkplatz beim Gasthof.
Zuvor befand sich hier die 1652 urkundlich erwähnte hölzerne erste Gnadenkapelle, in der das Gnadenbild auf Initiative Erzbischofs Guidobald von Thun und Hohenstein zur Verehrung ausgesetzt wurde. 1710 wurde sie durch eine feste Kapelle ersetzt.
Sie ist ein kleiner, rechteckiger Bau mit einer einspringenden Rundapsis und umlaufender Hohlkehle. Sie besitzt ein Schopfwalmdach mit einem achteckigen Giebelreiter. Das Vordach ist abgewalmt und sitzt auf vier Holzpfeilern. An der Westseite findet sich die Bezeichnung 1710.

Die Kapelle besitzt eine Segmentbogentonne mit Stichkappen. Die Malerei an der Decke zeigt Gottvater auf Wolken mit dem Heiligen Geist, und Rudolf von Grimming als Eremiten vor dem Gnadenbild betend. Die Malerei stammt aus der zweiten Hälfte des 18. Jahrhunderts, möglicherweise von Andrä Langwieder.
Der Altar enthält eine Kopie des Gnadenbildes von Maria Plain, das von Johann Franz Pereth um 1650 angefertigt wurde. Die Kronen wurden 1751 ergänzt. Seitlich befinden sich Putti von Ende des 17. Jahrhunderts. Das Mensa-Antependium zeigt das Bild eines vor dem Gnadenbild knienden Eremiten. Die hll. Rochus und Sebastian befinden sich als Konsolfiguren seitlich des Altars.
Die Kapelle wurde saniert und 2009 neu eingeweiht.

### Heilig-Grab-Kapelle

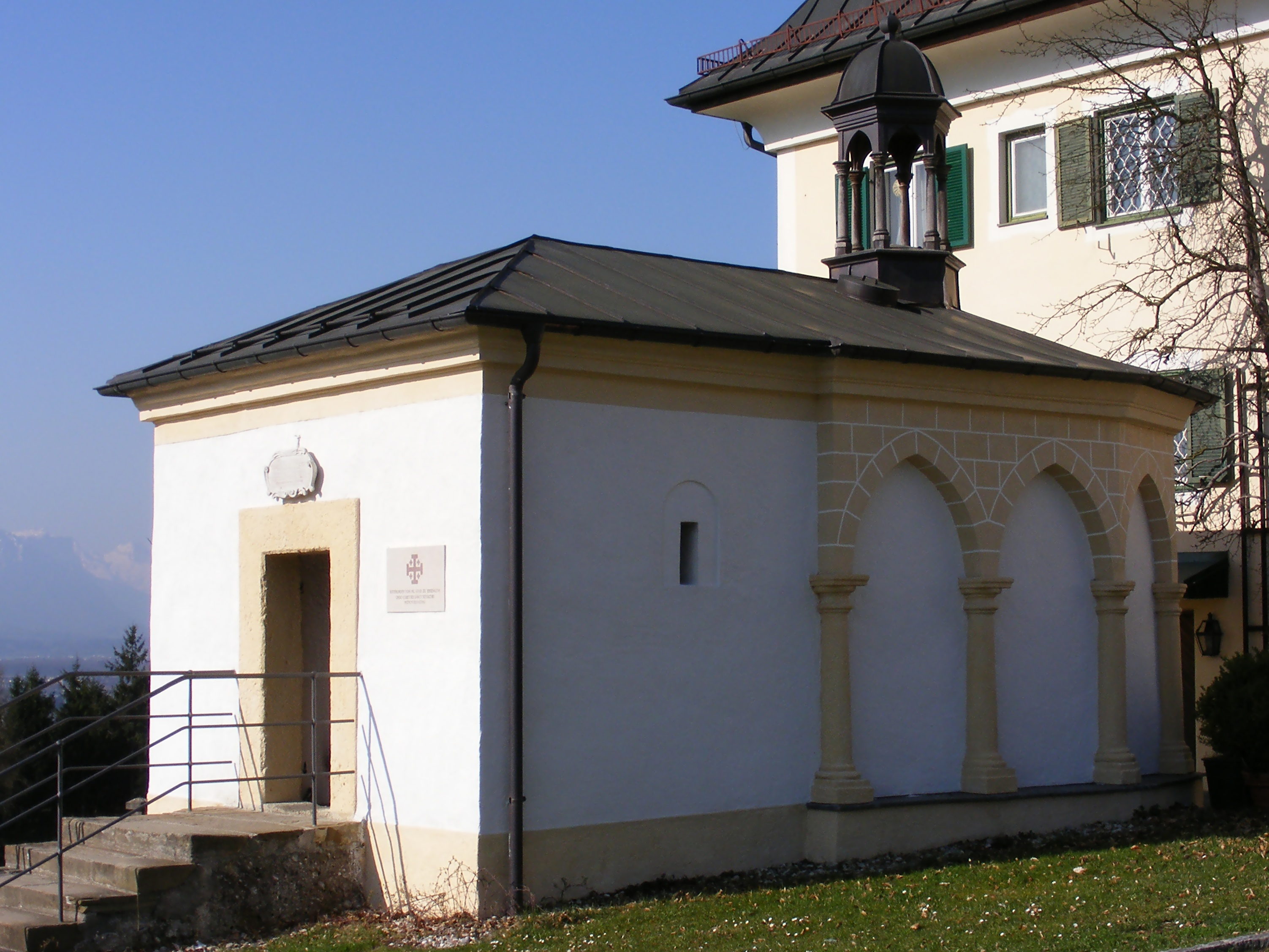
Die Grabkapelle

Die Hl.-Grab-Kapelle befindet sich südöstlich der Wallfahrtskirche. Sie ist ein kleiner, nach Westen gerichteter, langgestreckter Bau ohne Fenster, gedeckt mit einem flachen Satteldach inklusive aufgesetzter, sechseckiger Laterne. Über dem Portal steht die Inschrift: Erb. 1692 durch Karl Franz und Caspar Albert von Lerchenfeld. Der Innenraum stellt eine Kopie des Heiligen Grabes in Jerusalem dar. Ein zweigeteilter Vorraum führt in den Hauptraum mit einem Kreuzgratgewölbe. In der Nordwand befindet sich eine vergitterte Nische.

### Kalvarienberg

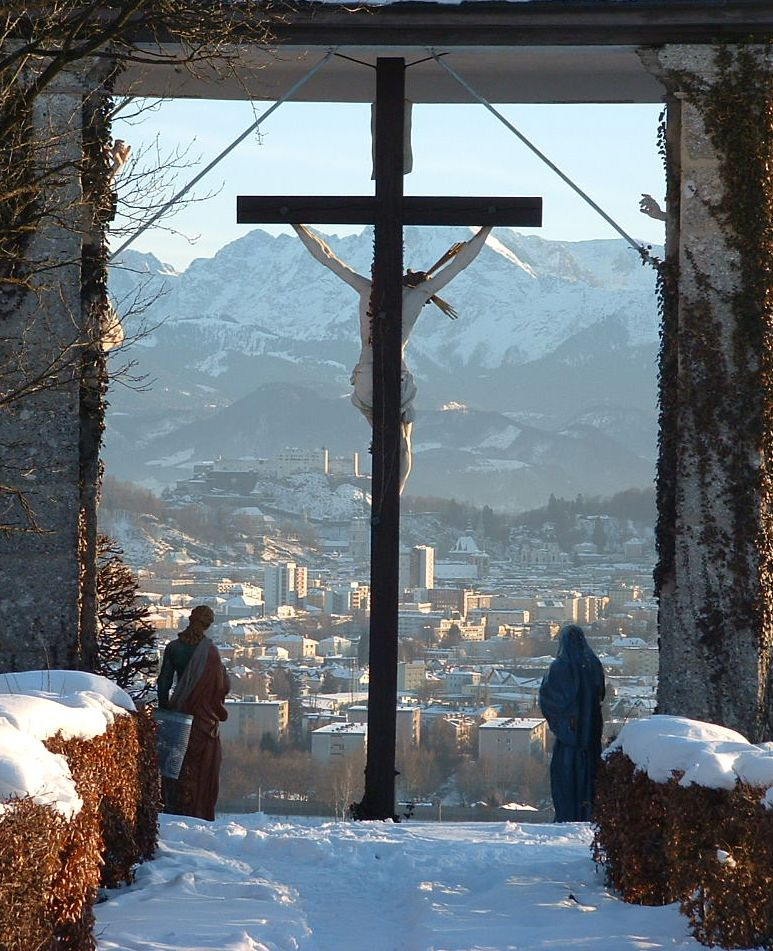
Die Kreuzigungsgruppe des Kalvarienbergs mit dem Blick über Salzburg

Der Kalvarienberg, 1686–1692 errichtet, folgt den 5 Gesätzen des Schmerzhaften Rosenkranzes. Er besteht aus einem geschotterten Weg mit dazwischenliegenden Treppen und vier säumenden Kapellen am Südhang des Plainberges, die zu einer überdachten Kreuzigungsgruppe leiten.
In den vergitterten Kapellen stehen Figurengruppen, die die Leidensgeschichte Jesu darstellen, sie stammen aus dem späten 17. Jahrhundert. Die erste Kapelle zeigt Christus am Ölberg, die zweite die Geißelung Christi, die dritte die Dornenkrönung und die vierte die Kreuztragung. An fünfter und höchster Stelle befindet sich eine offene Kreuzigungsgruppe, die von einer Exedra in Form eines Giebeldaches, vor der Witterung geschützt wird.
Der Kalvarienberg wurde 2005/06 saniert und 2009 feierlich eingeweiht.

### Schmerzenskapelle

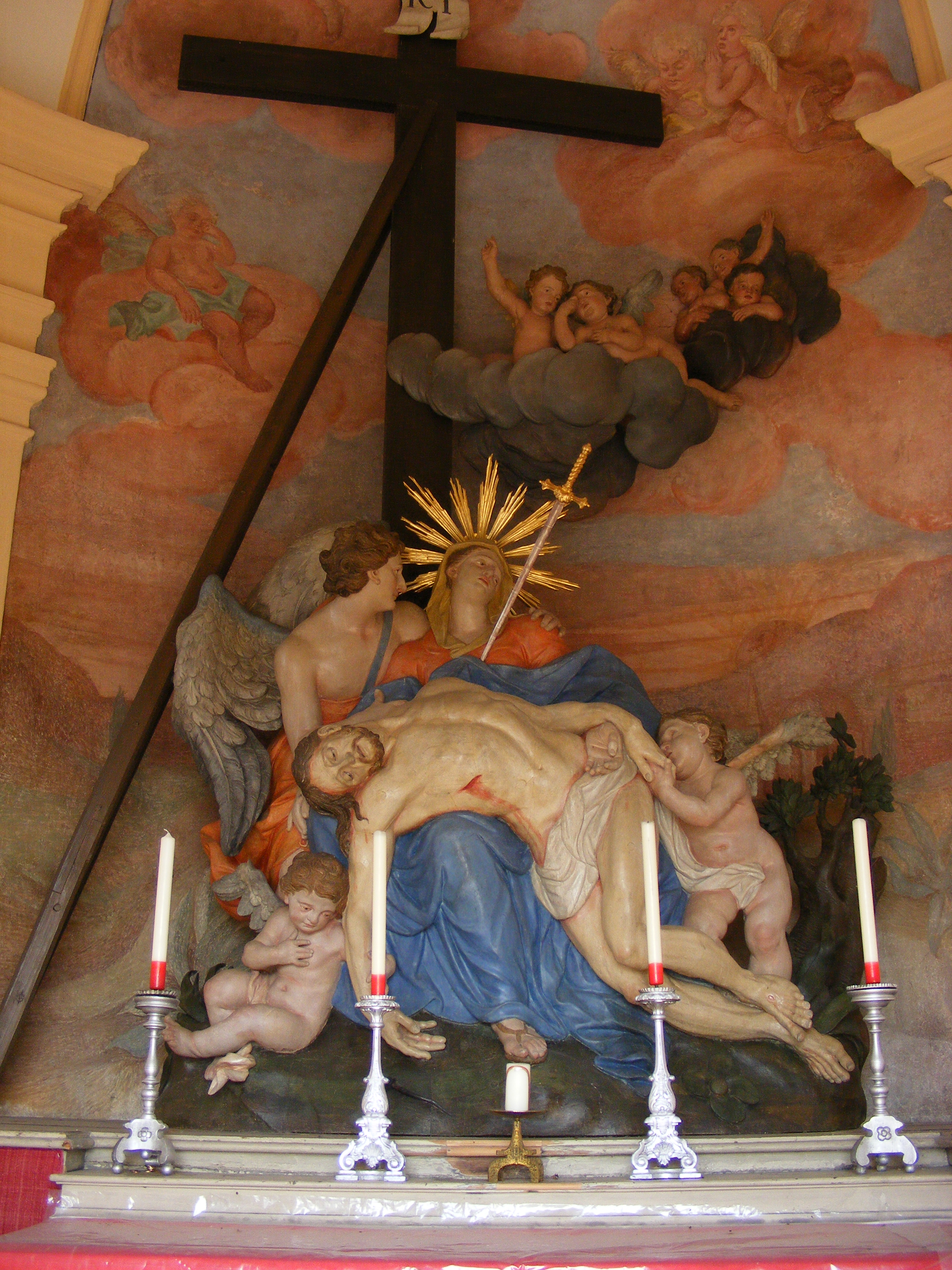
Vesperbild in der Schmerzenskapelle

Die 1724 bis 1734 erbaute Schmerzenskapelle ist ein Rundbau mit im Süden vorgeblendeter Fassade und seitlichen Pilastern, Triglyphenfries und einem bekrönenden Dreiecksgiebel mit dem Doppelwappen von Stift Gleink und Abt Freysauff, dem Stifter der Kapelle. In der Kapelle befindet sich eine Pietà von Franz Schwanthaler aus dem Jahr 1730.

### Alter Wallfahrtsweg

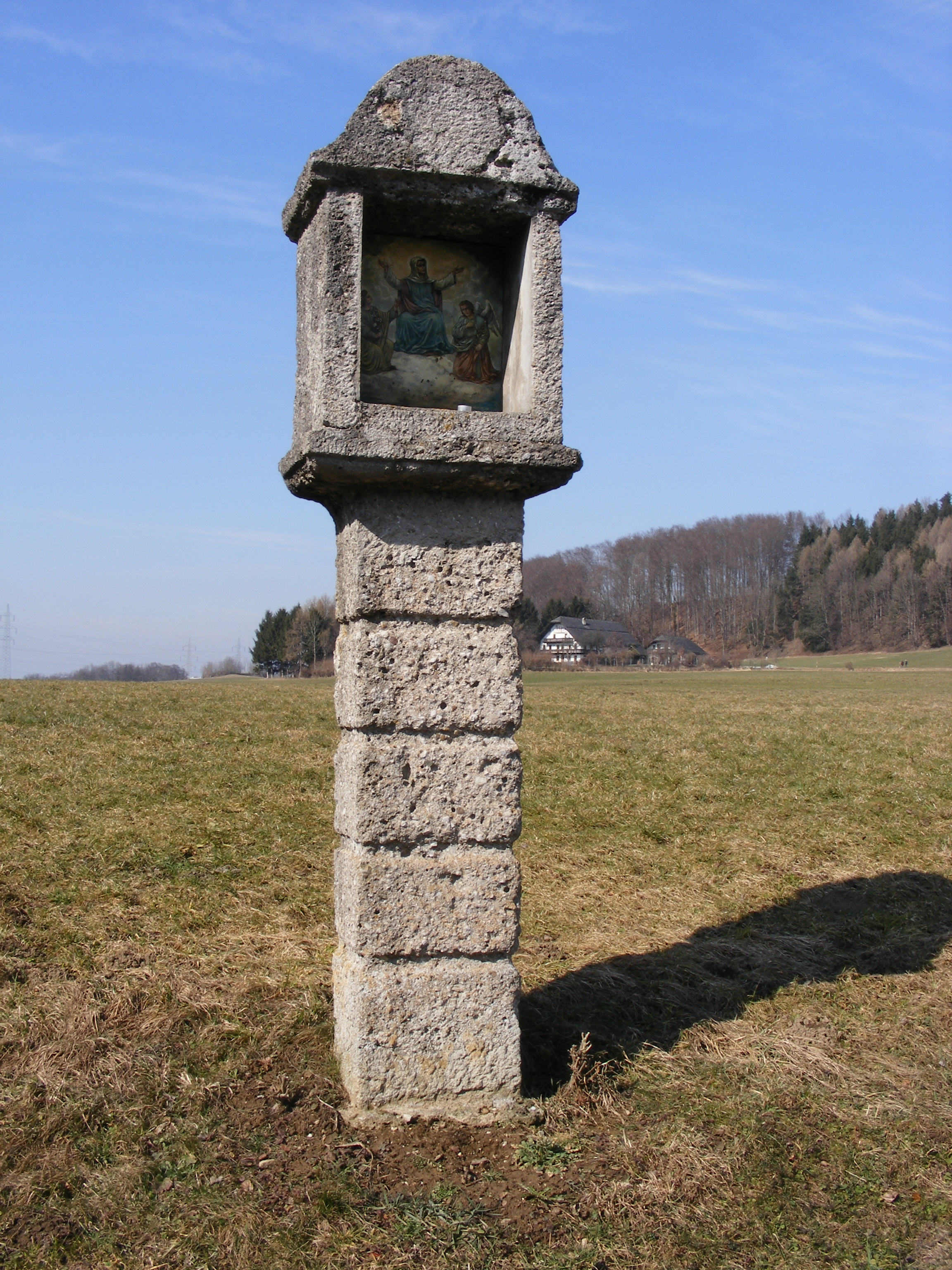
Bildstock XIV Aufnahme Marias in den Himmel am Plainberg bei Kemating

Der alte Wallfahrtsweg besteht aus 15 Bildstöcken aus dem Jahr 1705, die allerdings nicht mehr die barocken Bilder tragen. Die Bilder zeigen die Rosenkranzgeheimnisse. Der Weg beginnt beim Haus Elisabethstraße 1 im Salzburger Stadtteil Elisabeth-Vorstadt, ist allerdings nur mehr in seinem letzten Teilstück ab der Plainbrücke vollständig in seinem ursprünglichen Verlauf erhalten. Auf der Plainbrücke befindet sich eine Figur des heiligen Johannes Nepomuk aus dem Jahr 1733. Der Bildstock an der Straßengabelung Plainbergweg und Grabenbauernweg enthält ein erneuertes Maria-Plain-Bild.

### Wallfahrt
In zwei erhaltenen Mirakelbüchern sind Anrufungen wegen Krankheiten aller Art verzeichnet. 1683 war Maria Plain Zuflucht etlicher Wiener vor den osmanischen Truppen im Zuge der II. Belagerung Wiens.
Im Österreichischen Erbfolgekrieg (1740–1748) pilgerten viele, aus Angst vor kriegerischen Auseinandersetzungen, nach Maria Plain. Als Salzburg vor den Folgen der Kriegswirren verschont blieb, veranlasste das Salzburger Domkapitel 1751 die Krönung des Kultgegenstandes, die Andreas Jakob von Dietrichstein vornahm. Seither wird jährlich am fünften und sechsten Sonntag nach Pfingsten die Krönung Mariens in Plain festlich gefeiert.
In manchen Gegenden legte man Kindern Andachtsbilder von Maria Plain unter die Kopfpolster, als Heilmittel gegen die sogenannten Fraisen.

### Trivia
Die hartnäckige Behauptung, dass Wolfgang Amadé Mozart die Krönungsmesse KV 317 für die Feierlichkeiten der Krönung Mariens, die im Jahre 1779 am 27. Juni begannen, komponiert hätte, wurde vom Mozart-Enthusiasten Johann Evangelist Engl (1835–1921) 1907 frei erfunden.

### Quellkult

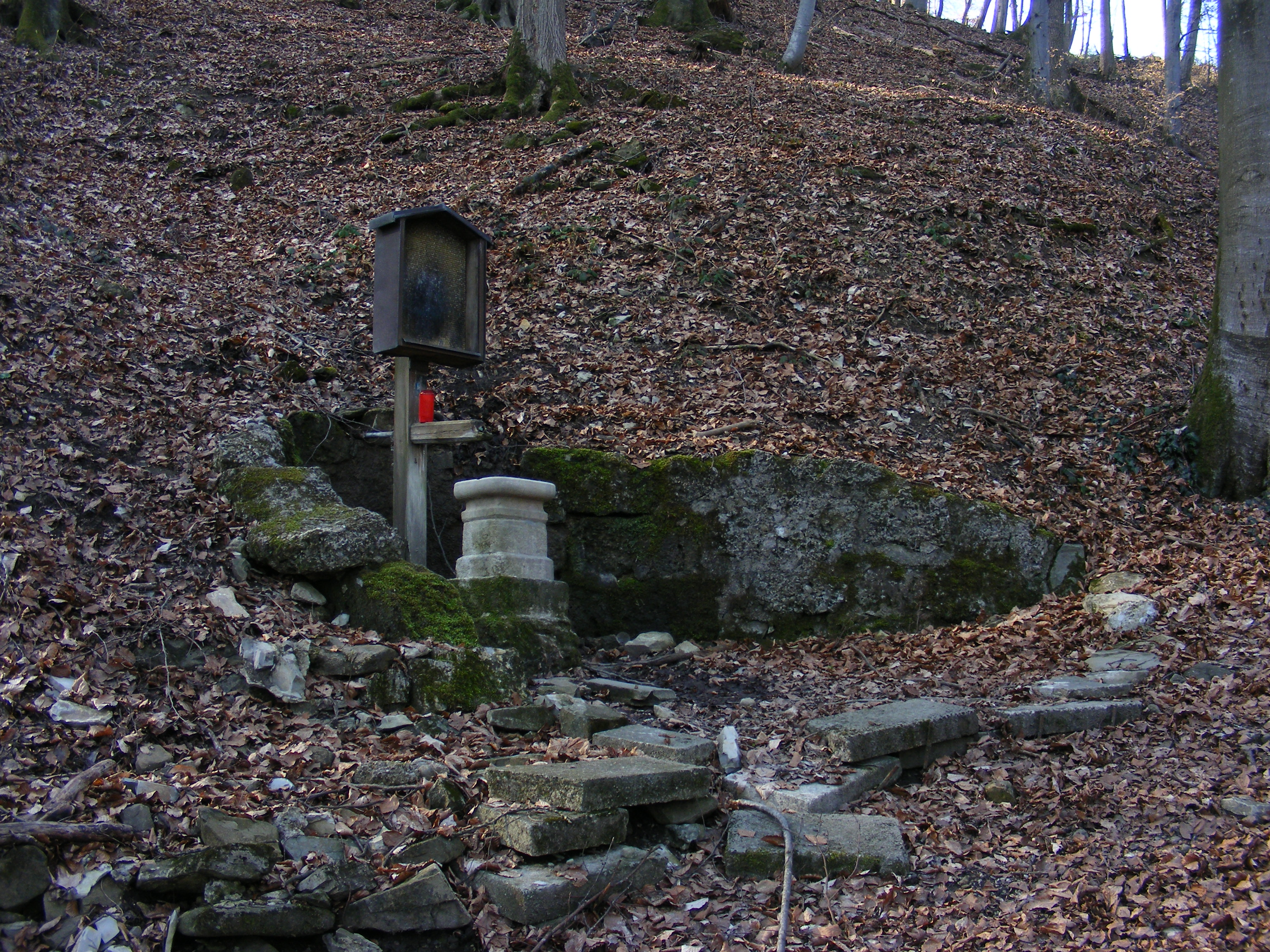
Jakobsbrunnen

An der Schattseite des Plainberges, an einem Weg mit Stiegen aus Richtung Lengfelden, ist ein Augenbründl, eine Quelle mit angeblich heilkräftigem Wasser erreichbar. Dieses sprudelt aus dem sogenannten Jakobsbrunnen und soll besonders bei Augenleiden wirken. Die Brunnenaufschrift darauf lautet: Das Wasser, welches du hier schöpfest, löscht den Durst nur kurze Zeit, welches aber ich dir gebe, löscht ihn in Ewigkeit! O Herr! Mein Herz brennt voll Begier, gib solches Wasser mir, das mir dort auch die Himmelsfreud den Durst löscht in Ewigkeit.

## Wirtschaft und Infrastruktur
Zum Bergheimer Ortsteil Maria Plain gehören neben den religiösen Bauten unter anderem auch gastronomische Betriebe wie der 1687 neu erbaute Gasthof Maria Plain, welcher seit seiner Gründung von derselben Familie betrieben wird, sowie die 1914 in Betrieb genommene Plainlinde. Das wirtschaftliche Geschehen beschränkt sich in Maria Plain heute im Wesentlichen auf die Gastronomie sowie den Handel mit Devotionalien und Andenken.

### Verkehr
Es gibt keine öffentlichen Verkehrsmittel auf den Plainberg. Nach Maria Plain ist eine Haltestelle der Salzburger Lokalbahn am westlichen Fuß des Plainbergs benannt (Maria Plain – Plainbrücke). Bis zu deren Umbenennung in Salzburg Kasern hatte auf der gegenüberliegenden Bergseite auch eine Haltestelle der Westbahn Maria Plain als Namensbestandteil.
Maria Plain kann auch zu Fuß über mehrere kleine Straßen und Wege sowie auf der Nordseite des Bergs über die sogenannte Plainstiege erreicht werden.

## Naturschutz
In Maria Plain befinden sich zwei Naturdenkmäler: die Baumgruppe in Maria Plain neben dem Restaurant Plainlinde (NDM00158, seit 1978) und die Linde bei der Plainkirche vor dem Superioratsgebäude (NDM00209, seit 1987). Das erstere ist eine Gruppe aus zwei Linden und fünf Eichen am Endpunkt des Kreuzweges. Die Bäume bilden zusammen mit dem Bildstock XV (Krönung Mariens) der Geheimnissäulen und einem kleinen Teich ein Landschaftsensemble von besonders hohem Wert, und eine weithin sichtbare Sehenswürdigkeit. Die Schutzfläche umfasst 0,58 Hektar. Das zweite Denkmal ist eine etwa 100-jährige Winterlinde. Sie hatte zur Zeit der Unterschutzstellung eine Höhe von 14 Metern, einen Brusthöhenumfang von 1,7 Metern und einen Kronendurchmesser von 13 bis 15 Metern.
Der größte Teil des Plainbergs ist Landschaftsschutzgebiet, womit ein weitgehendes Bauverbot, auch in Maria Plain, verbunden ist.

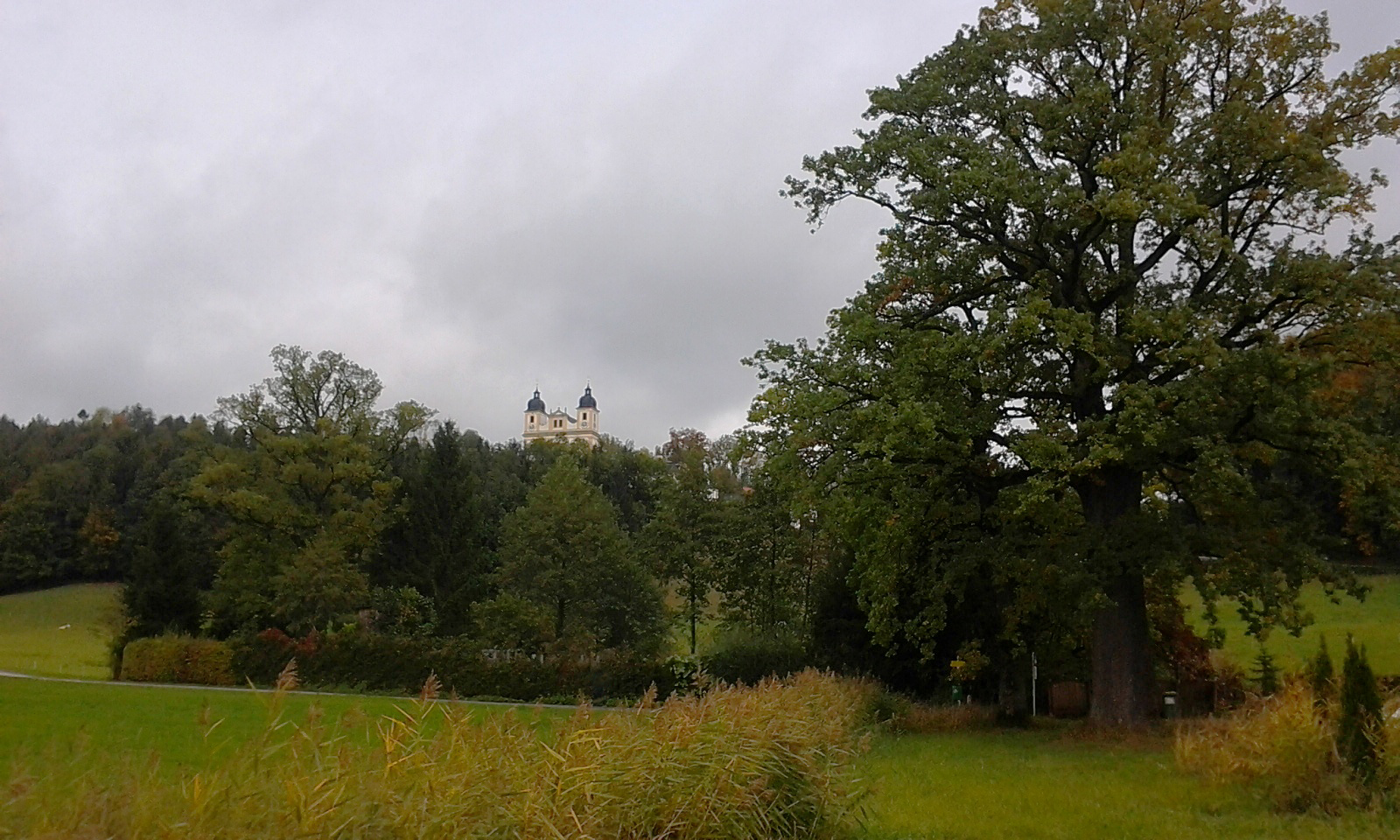
Die Baumgruppe in Maria Plain
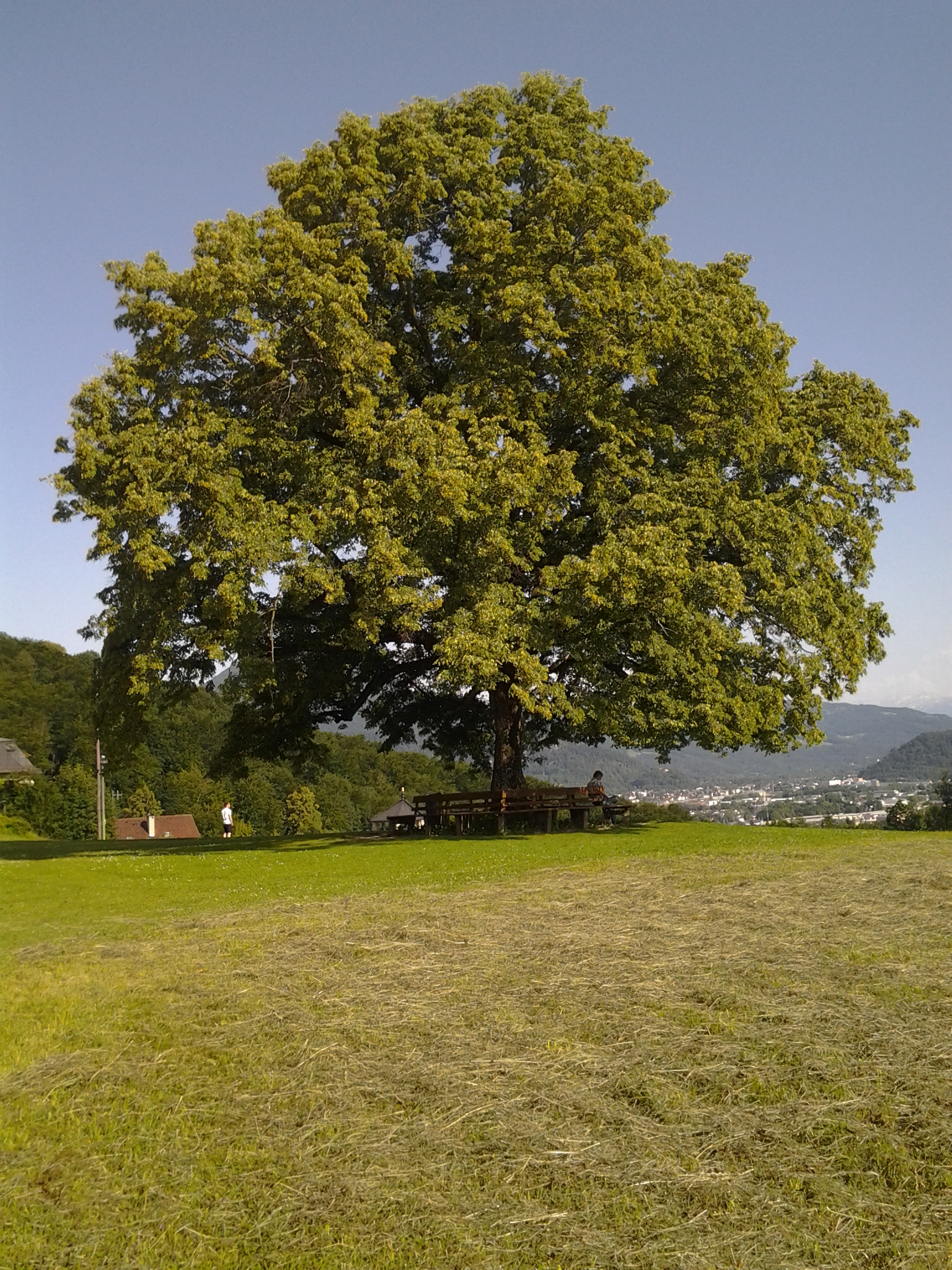
Die Linde bei der Plainkirche
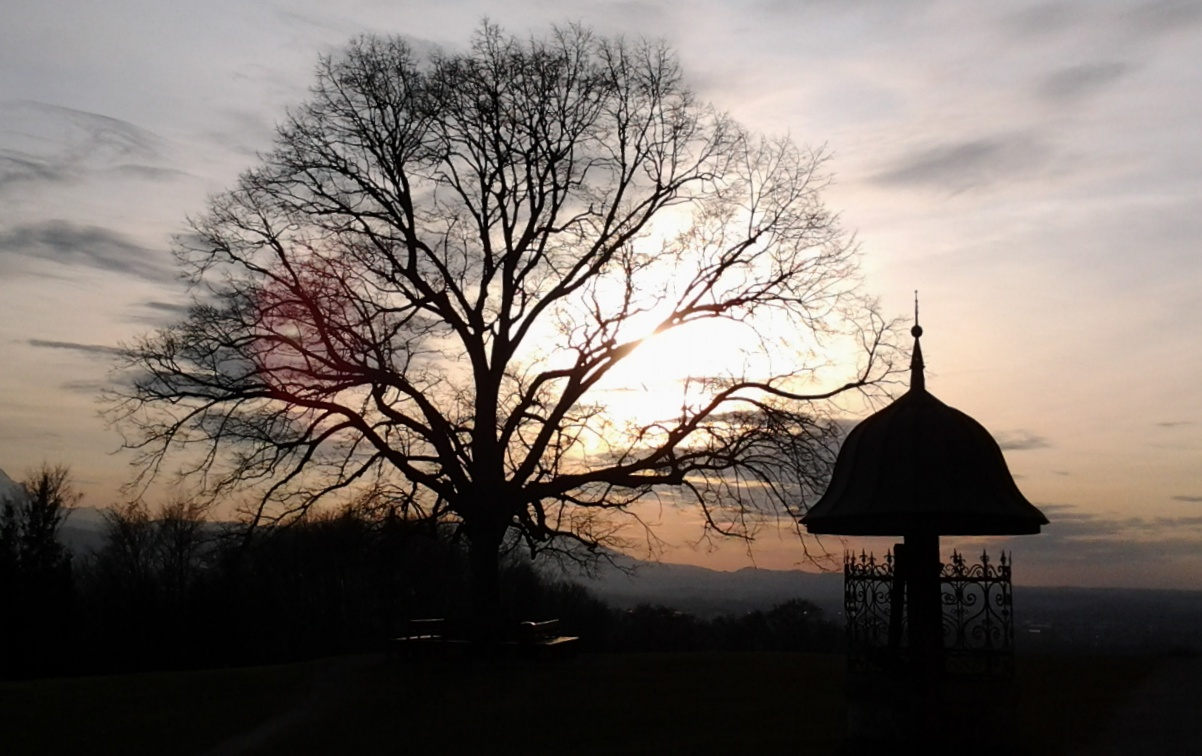
Die Linde bei der Plainkirche, unbelaubt

### Der Ort
- C. Die merkwürdigeren Strassen und Gegenden vor den Thoren der Stadt und Vorstädte. In: Lorenz Hübner: Beschreibung der hochfürstlich- erzbischöflichen Haupt- und Residenzstadt Salzburg und ihrer Gegenden verbunden mit ihrer ältesten Geschichte. Erster Band. Topographie. Nebst 2 Kupfertafeln. Im Verlage des Verfassers (Gedruckt bey F. X. Oberer), Salzburg 1792, S. 487–572.
- Gemeinde Bergheim (Hrsg.): Bergheim. Geschichte und Gegenwart. Bergheim 2009.

### Die Wallfahrt und die Wallfahrtskirche
in der Reihenfolge des Erscheinens
- Bonifaz Aigner: Kurze Geschichte des berühmten Wallfahrtsortes Maria-Plain bey Salzburg. Oberer, Salzburg 1830.
- Hermann Pick: Urkundliche Materialien zu einer Geschichte der gräflich Lodron’schen Kollegien Marianum und Rupertinum in Salzburg. In: Mitteilungen der Gesellschaft für Salzburger Landeskunde. Jg. 30 (1890), S. [167]–[221].
- Gustav Gugitz: Österreichs Gnadenstätten in Kult und Brauch. Ein topographisches Handbuch zur religiösen Volkskunde in fünf Bänden. Bd. 5: Oberösterreich und Salzburg. Hollinek, Wien 1958.
- Johannes Neuhardt: Wallfahrten im Erzbistum Salzburg. Schnell und Steiner, München und Zürich 1982, ISBN 3-7954-0441-X; darin das Kapitel Wallfahrten im Salzburger Land: Dekanat Bergheim, S. 71–75.
- Mirakelbücher. Maria Plain I und II. In: Salzburgs Wallfahrten in Kult und Brauch. Katalog der 11. Sonderschau des Dommuseums zu Salzburg, hrsg. von Johannes Neuhardt, Salzburg 1986, S. 240–275.
- Dehio-Handbuch Die Kunstdenkmäler Österreichs. Salzburg. Stadt und Land, Wien 1986, ISBN 3-7031-0599-2, S. 225–229.
- Friedrich Hermann: Maria Plain. Salzburg (= Christliche Kunststätten Österreichs Nr. 5). Verlag St. Peter, 14. Auflage, Salzburg 1998.
- P. Petrus Eder OSB: Die neue Orgel in der Wallfahrtsbasilika Maria Plain bei Salzburg. Hrsg. vom Superiorat Maria Plain, Salzburg 1998 (Faltblatt).
- Adolf Hahnl, Winfried Bachler OSB: Wallfahrtsbasilika Maria Plain bei Salzburg. Geschichte, Kunst, Spiritualität (= Christliche Kunststätten Österreichs. Nr. 500). Hrsg. vom Superioriat Maria Plain, Salzburg 2009.
- Roman Schmeißner: Orgelbau in Salzburger Wallfahrtskirchen. WiKu-Verlag, Duisburg & Köln 2015, ISBN 978-3-86553-446-0.